# Ischen Impossible
Ischen Impossible ist eine Hip-Hop-Gruppe aus Düsseldorf, die aus den Rapperinnen MC Di Iva Mary und Meli sowie der Sängerin Lidia besteht. Die Formation wurde 1998 von Iva und DJ Conny gegründet.

## Geschichte
MC Di Iva und Maria organisierten gemeinsam mit einigen DJs ab Mitte der 1990er Jahre Veranstaltungen unter dem Titel „Ghetto Folklore“ im Raum Düsseldorf. Ausgehend von dieser Arbeit gründeten MC Di Iva und DJ Conny 1998 die Gruppe Ischen Impossible. Der Begriff „Ische“ ist aus dem jüdischen übernommen und bedeutet Mädchen oder Frau. In Kombination mit dem englischen Ausdruck „Impossible“ steht der Bandname für „unmögliche Frauen“. Neben den beiden Gründungsmitgliedern variierte die Formation ihre Besetzung mit den Sängerinnen Nina, Olivera, Bea und Andrea Canta sowie der Rapperin Maxine. 2002 erschien mit C'est comme ça auf dem Sampler Global Hip Hop Tunes Vol. 1 erstmals ein Stück der Ischen Impossible auf einem Tonträger. Ein Jahr später war die Gruppe mit dem Song Grünzeugkristalle auf dem Sampler Dancehallfieber III zu hören. Ischen Impossible traten daraufhin unter anderem auf dem Ruhrfresh- und dem Donauinsel-Festival auf. 2003 erhielt die Gruppe den Förderpreis des Künstlerinnenpreises Nordrhein-Westfalen.
Meli, Lidia und DJ Stylo traten 2004 der Formation bei. Während Lidia als Sängerin der Gruppe in Erscheinung trat, hatte Meli in Soloprojekten, als Mitglied der Gruppen Skillz En Masse und Brothers Keepers sowie in Zusammenarbeit mit Freundeskreis, Afrob und Massive Töne Erfahrungen als Rapperin gesammelt. DJ Stylo übernahm die Position von DJ Conny, die sich auf organisatorische Aufgaben wie das Konzert-Booking konzentrierte. Ende 2004 war die Gruppe mit dem Lied Boom auf dem Sampler Dancehallfieber 4 vertreten. Im folgenden Jahr veröffentlichten Ischen Impossible mit Demolischen Vol. I und Die Notorischen Vol. II zwei Mixtapes. Zudem steuerten sie einen weiteren Song zu Dancehallfieber 5 bei. Am 18. Mai 2006 folgte das Debütalbum The Mischen über das Label Dancehall Fieber. Dieses hatte die Gruppe aus etwa 80 aufgenommenen Liedern zusammengestellt. Auf The Mischen sind Cassandra Steen, Jonesmann, Microphone Mafia, Olivizzel, Sakip, Carmen und Ragga P mit Gastbeiträgen zu hören. 2008 trat die Formation im Rahmen des Frauen-Hip-Hop-Festivals We B*Girlz in Erscheinung.

## Rezeption
2003 erhielt Ischen Impossible den Förderpreis des Künstlerinnenpreis Nordrhein-Westfalen. In der Laudatio wurde die Formation als „offenes Projekt“ beschrieben, in dem sich „Hip-Hop-, Dancehall- und Ragga-Artists“ „ohne auf eine starre Bandkonstellation oder einen Produzenten festgelegt zu sein“ frei entfalten können. Die Veröffentlichung des Albums The Mischen wurde von verschiedenen Musikmedien besprochen. Im Gegensatz zum ersten Mixtape Demolischen Vol. I, das laut Hiphop.de „an eine Reunion von Tic Tac Toe“ erinnerte, ähnele das Debütalbum britischen Musikerinnen wie M.I.A. und Ms. Dynamite. So biete Ischen Impossible mit The Mischen „einen interessanten Musikmeltingpot.“ Vina Yun, Redakteurin der Zeitschrift Intro, lobte das die Gruppe mit ihrem „Balkan-afro-germanisch“ genannten Stil „nicht in die Falle romantischer Multikulti-Klischees“ gerieten. Das MKZwo-Magazin hob die Stücke Dancehallfieba und Die Wahrheit positiv hervor. Dagegen kritisiert der Redakteur Andreas Kreichelt die Nutzung der deutschen, englischen, russischen und jugoslawischen Sprache in nahezu jedem Lied des Albums. Sinnvoller wäre es seiner Meinung nach gewesen, „maximal zwei Sprachen in einem Track zu verwenden, um den inhaltlichen Faden klarer zu halten.“ Die Redaktion der Internetseite Rap.de kritisierte die Texte des Albums als „zu platt und leer.“ Es fehle „an der Energie und Originalität, die der erste Release ‚Grünzeugkristalle‘ ausstrahlte.“ Zudem komme The Mischen „vom Umfang eher wie eine EP als ein Album daher.“

## Diskografie
- 2005: Demolischen Vol. I (Mixtape)
- 2005: Die Notorischen Vol. II (Mixtape)
- 2006: The Mischen